# Linh trưởng học

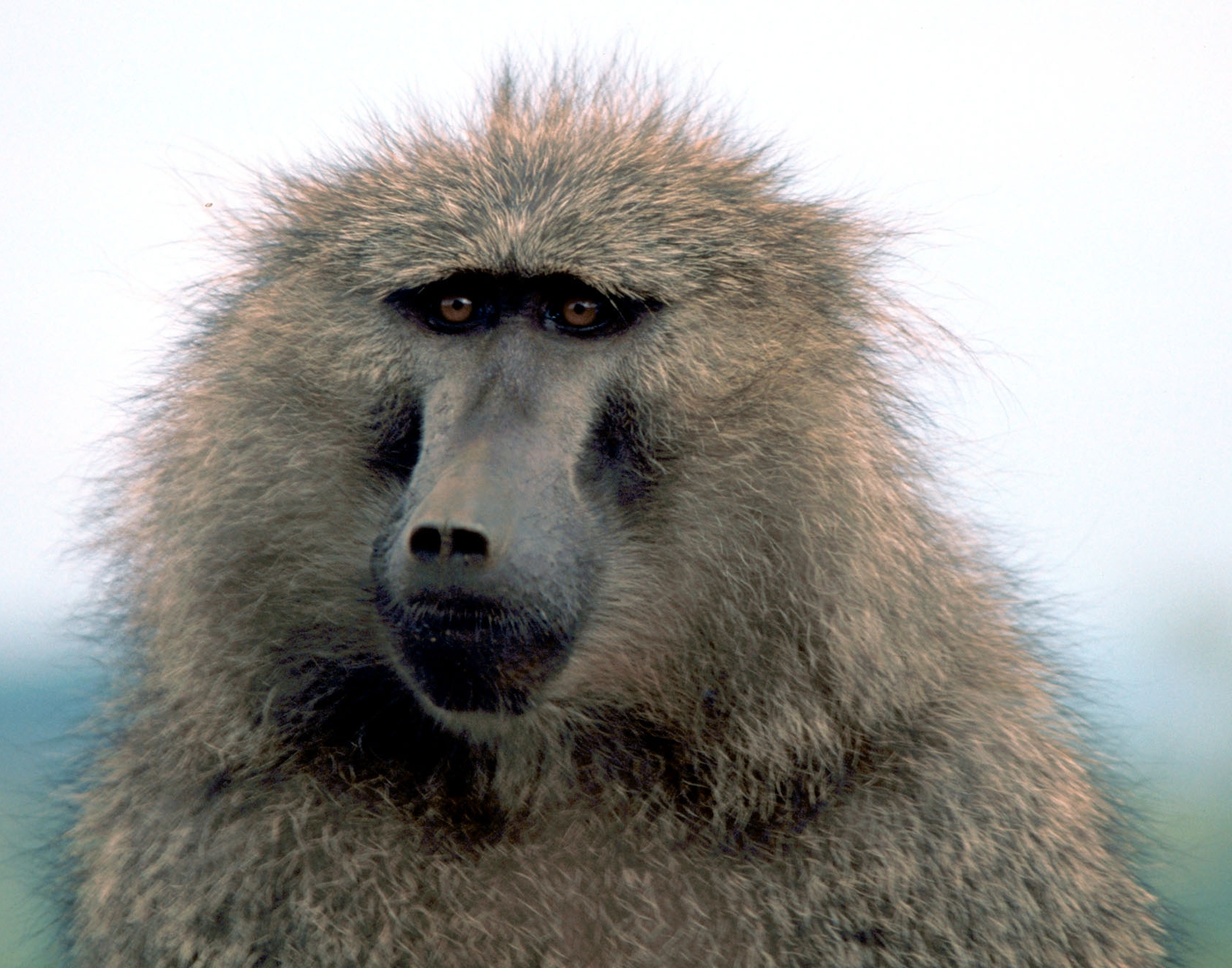
Khỉ đầu chó olive

Linh trưởng học là khoa học nghiên cứu về loài linh trưởng. Đây là một môn khoa học đa ngành, và các nhà nghiên cứu có thể là nhà khoa học trong các lĩnh vực giải phẫu học, nhân chủng học, sinh học, y học, tâm lý học, khoa học thú y và động vật học, cũng như trong khu bảo tồn động vật, cơ sở nghiên cứu y sinh học, bảo tàng và các vườn thú.
Các nhà nghiên cứu linh trưởng nghiên cứu cả hai dạng các loài linh trưởng đang sống và các loài đã tuyệt chủng trong môi trường tự nhiên. Các nghiên cứu trong phòng thí nghiệm tiếp nối nghiên cứu thực địa và các thí nghiệm, để hiểu được các khía cạnh của quá trình tiến hóa và hành vi của chúng. Giới nghiên cứu thường chia linh trưởng thành ba nhóm để nghiên cứu:
- giống cái chiếm ưu thế,
- giống cái và con non,
- con đực ngoại vi.

Thống kê cho thấy một sự bất ngờ trong Linh trưởng học là phụ nữ chiếm đa số nhóm có học vị Tiến sĩ (Ph.D). Bà Londa Schiebinger viết năm 2001 rằng ước tính phụ nữ chiếm 80% sinh viên tốt nghiệp linh trưởng học theo đuổi học vị Ph.D, tăng từ 50% trong năm 1970.
Do số lượng lớn nhà nghiên cứu là phụ nữ, Schiebinger thậm chí còn khẳng định rằng "linh trưởng học nổi tiếng khắp nơi là một khoa học nữ quyền" (Primatology is widely celebrated as a feminist science).